# بورنه (زاکسن-انهالت)
بورنه (به آلمانی: Borne) یک شهر در آلمان است که در زالتسلاندکرایس واقع شده‌است. بورنه ۱٬۳۶۳ نفر جمعیت دارد.